# Ляйтингер, Роланд
Роланд Ляйтингер (итал. Roland Leitinger; 13 мая 1991, Санкт-Иоганн-ин-Тироль) — австрийский горнолыжник, серебряный призёр чемпионата мира 2017 года в гигантском слаломе. Специализируется в гигантском слаломе.

## Карьера
6 февраля 2011 года он дебютировал в Кубке мира в гигантском слаломе. В этом же сезоне он травмировался, получив перелом лодыжки. Пришлось прервать соревновательную деятельность. Начала следующего сезона также не задалось, он вновь получил серьёзную травму, которая помешала продолжить соревновательный год.
17 февраля 2017 года, он выиграл серебряную медаль чемпионата мира в гигантском слаломе, что стало большим сюрпризом и лучшим результатом в его карьере.
11 января 2018 года он растянул переднюю крестообразную связку и не смог продолжить выступать до конца сезона. На Олимпийских зимних играх 2018 года в Пхёнчхане он также выступить не смог.
23 декабря 2019 года он впервые в карьере поднялся на подиум этапа Кубка мира, став третьем в параллельном слаломе на трассе в итальянском Альта-Бадия.
Завершил карьеру после сезона 2023/24.

## Чемпионаты мира
| Олимпийские игры        | Скоростной спуск | Супергигант | Гигантский слалом | Слалом | Комбинация | Команды |
| ----------------------- | ---------------- | ----------- | ----------------- | ------ | ---------- | ------- |
| 2017 Санкт-Мориц        | —                | —           | 2                 | —      | —          | —       |
| 2019 Оре                | —                | —           | DNF2              | —      | —          | —       |
| 2021 Кортина-д’Ампеццо, | —                | —           | 10                | —      | —          | —       |

## Подиумы на этапах Кубка мира (2)
| № | Сезон   | Дата            | Место       | Дисциплина              |
| - | ------- | --------------- | ----------- | ----------------------- |
| 1 | 2019/20 | 23 декабря 2019 | Альта-Бадия | Параллельный слалом (1) |
| 2 | 2021/22 | 24 октября 2021 | Зёльден     | Гигантский слалом (1)   |